# Frederik Pieter Schuitemaker
Frederik Pieter Schuitemaker (Arnhem, 22 januari 1886 – 19??) was een in Suriname actief medicus en politicus.
Hij werd geboren als zoon van Dirk Schuitemaker (1854-1924) en Johanna Adriana Kosterman (1858-1927). Zijn vader was hoofdinspecteur bij de politie in Arnhem en werd in 1893 benoemd tot commissaris van politie in Paramaribo waarna het gezin verhuisde naar Suriname.
Na het behalen van meerdere geneeskundige examens (zoals het admissie examen in 1905, het  eerste natuurkundige examen in 1907, het tweede natuurkundig examen in 1910) slaagde hij in 1912 als geneesheer. In 1913 behaalde hij ook nog het verloskundig examen. Hij trouwde in 1914 waarna ze samen naar Amsterdam vertrokken. Aan de Universiteit van Amsterdam werd hij in 1917 benoemd tot arts en een jaar later keerde het gezin met een intussen geboren kind terug naar Suriname. Hij vestigde zich vervolgens in Paramaribo als arts.
Daarnaast was hij actief in de politiek. In 1926 werd hij verkozen tot lid van de Koloniale Staten en rond 1929 werd hij daar vicevoorzitter. Hij was na zes jaar Statenlidmaatschap in 1932 niet meer verkiesbaar.
Na het vertrek van Geneeskundig-Inspecteur P. Cool in 1939 nam Schuitemaker eerst tijdelijk diens functie over en anderhalf jaar later volgde alsnog zijn benoeming tot Geneeskundig-Inspecteur. Hij zou die functie blijven vervullen tot zijn pensionering in 1951.
Het is onduidelijk wanneer hij overleden is.
Zijn oudere broer Dirk (1884-1963) zat in navolging van hun vader bij de politie en bracht het tot hoofdcommissaris van Utrecht. Diens zonen Dirk en Wybrand waren net als hun oom parlementariër.